# Albert Weinberg

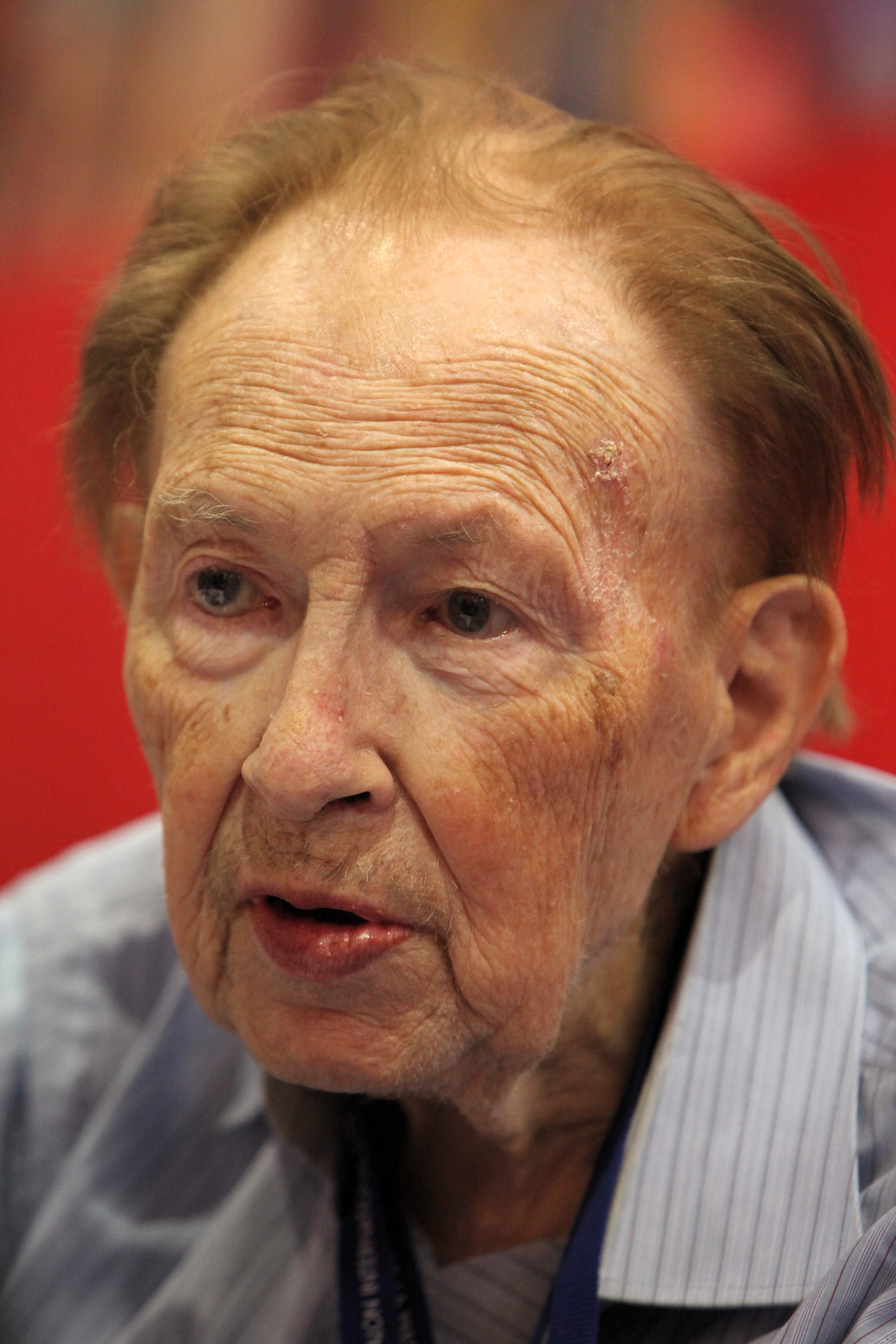
Albert Weinberg in Genf (2011)

Albert Weinberg (* 9. April 1922 in Lüttich; † 29. September 2011 in Corseaux) war ein belgischer Comiczeichner.

## Werdegang
Weinberg, 1922 in Lüttich geboren, studierte nach dem Schulabschluss Jura und arbeitete gleichzeitig als Assistent für Victor Hubinon, den Schöpfer des franko-belgischen Klassikers Buck Danny. Er übernahm Hubinons Serie Joë la Tornade und schuf mit Luc Condor und Roc Meteor zwei eigene Abenteuer-Serien mit starkem Science-Fiction-Anteil. 1950 wurde er Mitarbeiter des Magazins Tintin. Hier erschien 1954 die erste Geschichte um seinen neuen Helden Dan Cooper, einen kanadischen Piloten. Auch nach dem großen Erfolg von Dan Cooper, der in vielen europäischen Ländern veröffentlicht wurde, arbeitete Weinberg an neuen Serien.
Weinberg verlegte 1983 seinen Wohnsitz in die Gemeinde Corseaux am Genfersee. Zum 75. Geburtstag der Schweizer Luftwaffe bekam er den Auftrag für einen Werbecomic. Weitere Arbeiten in diesem Bereich folgten für das Tourismusbüro von Château-d’Oex und die Schweizerische Rettungsflugwacht. Er starb in seinem Haus im Alter von 89 Jahren.

## Werke
- Joë la Tornade[7] (1948–1949)
- Luc Condor (1949–1954)
- Dan Cooper (1954–1992)
- Le Vicomte (1955–1969)
- Roc Meteor (1955–1956)
- Alain Landier (1962–1970)
- Les Aquanautes (1970–1971)
- Vicky (1970)
- Sirrah (1971–1974)
- Barracuda (1973–1975)
- Agent spécial (1993)